# 米纳亚
米纳亚（西班牙語：Minaya）是西班牙卡斯蒂利亚-拉曼恰自治区阿尔瓦塞特省的一个市镇。 总面积70km², 总人口1697人（2001年），人口密度24人/km²。